# 多哥部长会议主席
多哥部长会议主席，多哥政府首脑，前称多哥总理。1992年9月27日，公民投票通过第四共和国宪法。总理出自议会多数派，由总统任命，对议会负责。议会可对总理提出不信任案，获议会2/3多数通过即可要求任命新总理。2024年，多哥议会批准修宪，将国家体制由总统制改为议会制，创立新的职位多哥部长会议主席，该职位没有任期限制，并将成为实权领袖。新体制将被称为多哥第五共和国。
2012年7月，总统福雷·纳辛贝改组政府，任命阿胡梅-祖努为总理。

## 多哥总理（1960年－）

### 组织
- CAR（振兴行动委员会）
- CFN（新生力量联盟）
- CPP（泛非爱国统一党）
- CUT（多哥团结委员会）
- PTP（多哥进步党）
- RPT（多哥人民集会党）
- UTD（多哥民主联盟）
- UNIR（共和國聯盟（英语：Union for the Republic (Togo)））
- MIL（军人）
- n-p（无党籍）

| 任期                        | 照片     | 姓名                                                     | 政党     | 备注     |
| --------------------------- | -------- | -------------------------------------------------------- | -------- | -------- |
| 多哥自治共和国（法国托管）  |          |                                                          |          |          |
| 1956年9月10日-1958年2月22日 |          | 尼古拉·格鲁尼茨基 （Nicolas Grunitzky），总理            | PTP      |          |
| 多哥共和国 (法国托管)       |          |                                                          |          |          |
| 1958年2月22日-1958年5月16日 |          | 尼古拉·格鲁尼茨基 （Nicolas Grunitzky），总理            | PTP      |          |
| 1958年5月16日-1960年4月27日 |          | 斯尔法纳斯·奥林匹欧 （Sylvanus Olympio）， 总理          | CUT      |          |
| 多哥共和国 (独立)           |          |                                                          |          |          |
| 1960年4月27日-1961年4月12日 |          | 斯尔法纳斯·奥林匹欧 （Sylvanus Olympio），总理           | CUT      |          |
| 1961年4月12日-1991年8月27日 | 职务废除 | 职务废除                                                 | 职务废除 | 职务废除 |
| 1991年8月27日-1994年4月23日 |          | 约瑟夫·科库·科菲戈 （Joseph Kokou Koffigoh），总理       | CFN      |          |
| 1994年4月23日-1996年8月20日 |          | 埃德姆·科乔 （Edem Kodjo），总理                         | UTD      | 第一次   |
| 1996年8月20日-1999年5月21日 |          | 夸西·克鲁采 （Kwassi Klutse），总理                      | RPT      |          |
| 1999年5月21日-2000年8月31日 |          | 欧仁·科菲·阿多博利 （Eugene Koffi Adoboli），总理        | RPT      |          |
| 2000年8月31日-2002年6月29日 |          | 阿贝约梅·科乔 （Agbéyomé Kodjo），总理                   | RPT      |          |
| 2002年6月29日-2005年6月9日  |          | 科菲·萨马 （Koffi Sama），总理                           | RPT      |          |
| 2005年6月9日-2006年9月20日  |          | 埃德姆·科乔 （Edem Kodjo），总理                         | CPP      | 第二次   |
| 2006年9月20日-2007年12月6日 |          | 亚沃维·阿博伊博 （Yawovi Agboyibo），总理                | CAR      |          |
| 2007年12月6日-2008年9月8日  |          | 科姆兰·马利 （Komlan Mally），总理                       | RPT      |          |
| 2008年9月8日-2012年7月23日  |          | 吉尔贝尔·翁博 （Gilbert Houngbo），总理                  | n-p      |          |
| 2012年7月23日-2015年6月10日 |          | 奎西·阿胡梅-祖努 （Kwesi Ahoomey-Zunu），总理            | CPP/UNIR |          |
| 2015年6月10日-2020年9月28日 |          | 科米·塞隆·克拉蘇 （Komi Sélom Klassou），总理            | UNIR     |          |
| 2020年9月20日-2025年5月3日  |          | 维克图瓦·托梅加·多贝 （Victoire Tomegah Dogbé），总理    | UNIR     |          |
| 2025年5月3日-               |          | 福雷·纳辛贝 （Faure Essozimna Gnassingbé），部长会议主席 | UNIR     |          |